# Glasmanufaktur Holzen

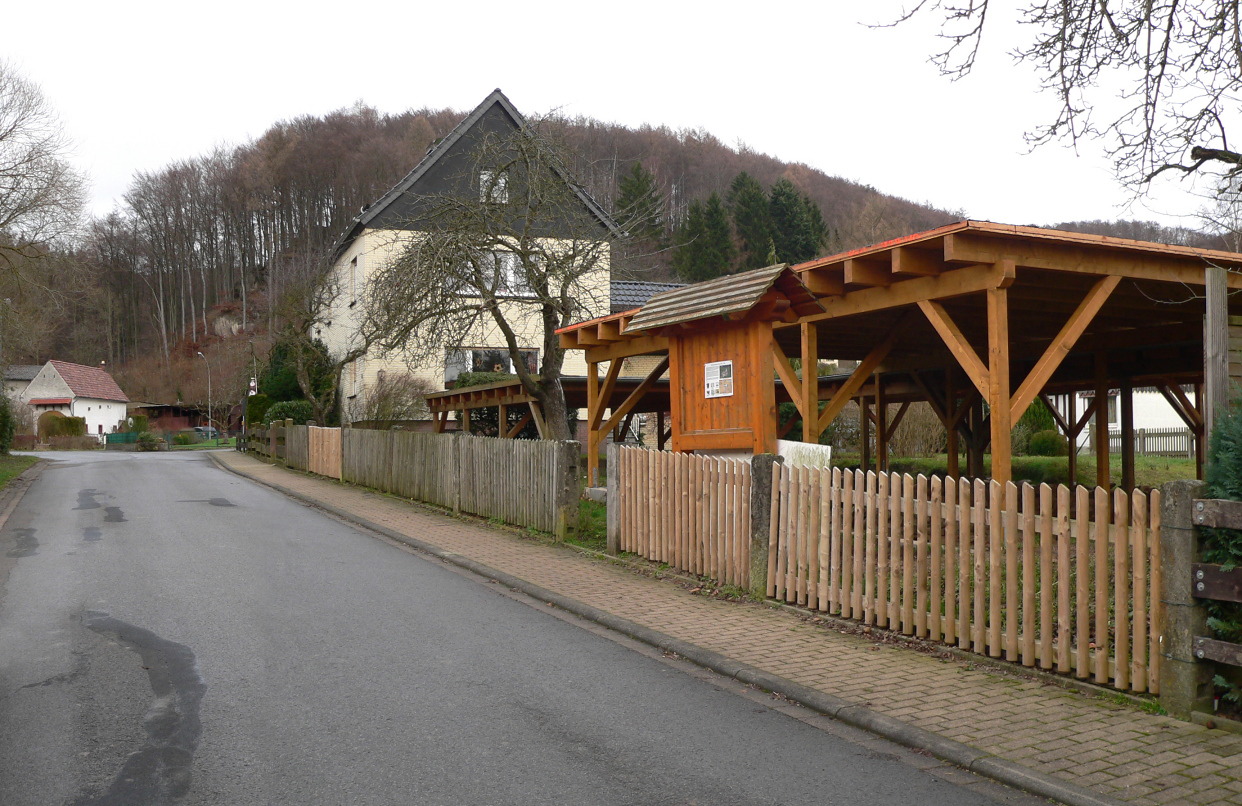
Gelände mit den überdachten Relikten der Glasmanufaktur Holzen, im Hintergrund der Ith

Die Glasmanufaktur Holzen, auch Grünglashütte von Holtensen (Holzen) genannt, war eine Glashütte in Holzen am Ith, die von 1744 bis 1768 bestand. Sie produzierte hauptsächlich Hohlglas in Form von Bouteillen (Flaschen) und in geringerem Umfang auch Flachglas. Es handelte sich um eine der ersten ortsfesten Glashütten des Weserberglands im Gegensatz zu den mobilen Waldglashütten. Bei Ausgrabungen zwischen 2000 und 2005 wurden die Relikte der Hütte freigelegt, die im Garten eines Privatgrundstücks liegen. Die nachträglich überdachte Fundstelle ist seither zur Besichtigung zugänglich.

## Lage
Die Reste der früheren Hütte liegen innerhalb von Holzen im nördlich gelegenen Ortsteil Auf der Holzener Hütte. Sie befinden sich in einem lange als Wiese und Garten genutzten Grundstück zwischen dem Hütten- und dem Glashüttenweg. Standortprägender Faktor für die Errichtung der Glashütte war der angrenzende Wald des Renneberges am Rande des Iths mit seinen ausgiebigen Holzvorkommen.

## Geschichte

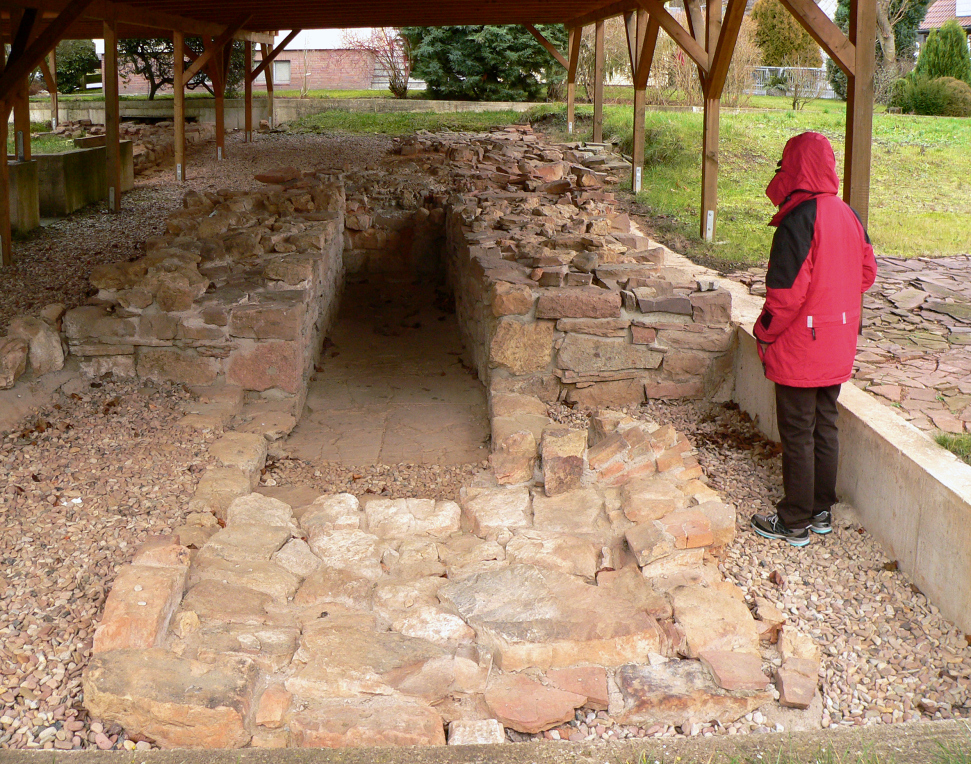
Reste eines früheren Hauptofens

Die Glashütte in Holzen wurde laut archivarischen Quellen im Jahr 1744 in der Regierungszeit des Braunschweiger Herzogs Carl I. gegründet. Sie diente der Produktion von Flaschen, die seinerzeit als Bouteillen bezeichnet wurden. Nahezu zeitgleich entstanden im braunschweigischen Weserdistrikt mit der Glasmanufaktur Schorborn eine Glashütte für Hohl- und Tafelglas und die Spiegelglashütte auf dem Grünen Plan. Die Gründungen dienten dem Aufbau eines Manufakturwesens im Braunschweigischen Weserdistrikt in der Zeit des aufblühenden Merkantilismus im 18. Jahrhundert. Um die Produktionsgebäude der Glashütte herum bildete sich eine kleine Glasmachersiedlung, die nach dem Betriebsende der Hütte weiter bestand und sich zum heutigen Ortsteil Auf der Holzener Hütte entwickelte. Die Gründe für die Einstellung des Betriebes im Jahre 1768 sind nicht bekannt. Zu vermuten sind erschöpfte Ressourcen der Holzvorkommen zur Befeuerung der Glasschmelzöfen oder Absatzschwierigkeiten der Produkte. 1770 wurde dann die Manufaktur mit den dazugehörigen Wohngebäuden versteigert.

## Produkte
Das Hauptprodukt während der gesamten Fertigungszeit der Glasmanufaktur Holzen waren Flaschen. Sie bestanden aus grünlich gefärbtem Glas, was auf die Zusammensetzung der verwendeten Grundstoffe beruhte. Dabei handelte es sich um Bouteillen für Wasser und Wein, die mit einem Siegel am Glas versehen waren. Die Praxis, Flaschen zu siegeln, verbreitete sich im 18. Jahrhundert erst allmählich. Es nannte die Glashütte oder den jeweiligen Fabrikanten als Hersteller und die Flaschengröße sowie das Füllvolumen nach Maßvorgaben. Dies geschah auf landeshoheitlicher Anordnung wegen des zunehmenden Schankbetrugs durch zu kleine Flaschen. Für Holzen im Braunschweiger Land erging eine derartige landesherrliche Verordnung zur Einführung von gezeichneten Bouteillen im Jahre 1748.
Bei den Ausgrabungen wurden zahlreiche unterschiedliche Glassiegel geborgen. Darunter waren Motive mit einem Löwen, einem springenden Pferd, einem Hirsch, mit drei Laubblättern oder Monogrammen, wie den Buchstaben W sowie C für Carl. I., der als Herzog die Gründung der Glashütte veranlasst hatte.
Die Herstellung von Flaschen erfolgte in Holzen in Massenproduktion. So ist aus einem überlieferten Bericht des Brunnen-Commissars aus Bad Pyrmont aus dem Jahre 1761 bekannt, dass die Hütte in Holzen 30.000 Bouteillen für den Kurort anfertigen sollte. In einem Nebenofen wurde auch Flachglas für Fensterscheiben hergestellt.

## Ausgrabungen

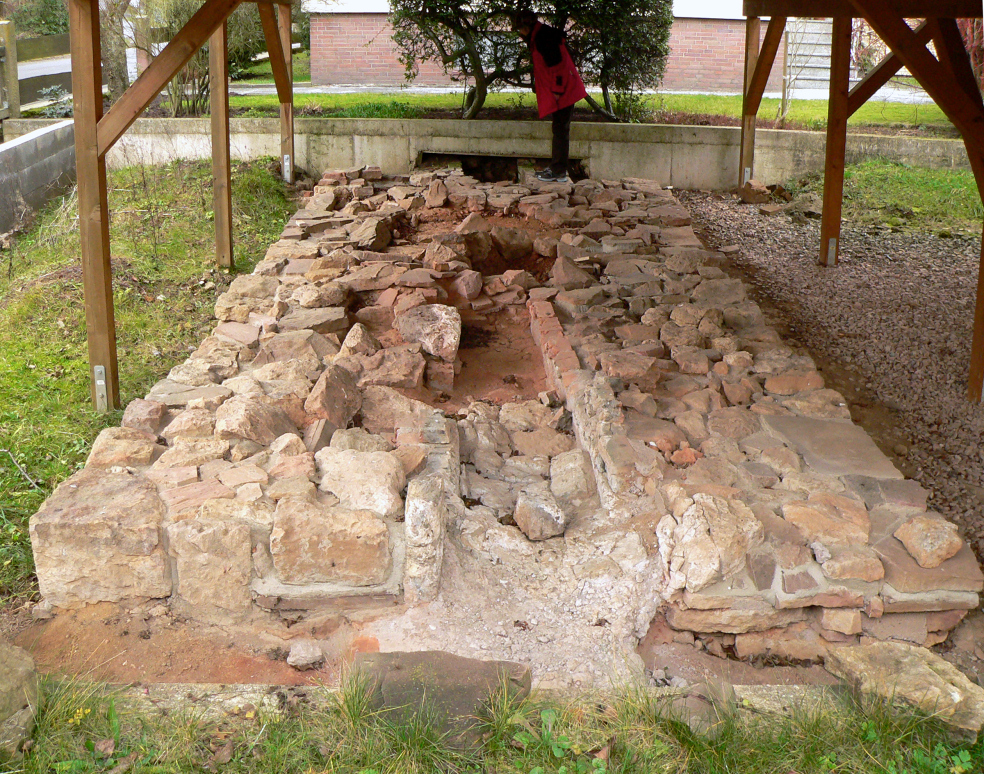
Reste eines Nebenofens

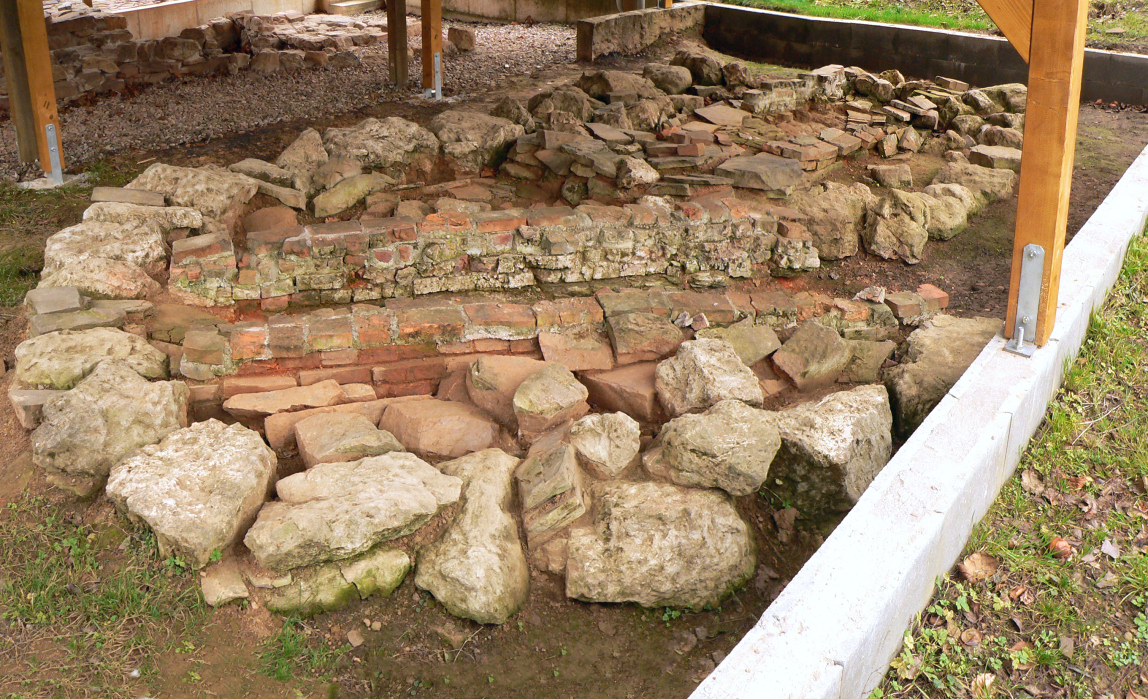
Fundamente eines Nebenofens

Eine erste archäologische Untersuchung erfolgte im Jahre 2000 als Testgrabung. Dabei stießen Archäologen knapp unterhalb der Erdoberfläche auf eine Kulturschicht. Sie bestand aus Mauerresten und Steinsetzungen mit ortsfremdem Buntsandstein sowie aus Ziegelsteinen, an denen sich erstarrte Glasmasse befand. Im Umfeld der Öfen fand sich Glasbruch, was als Produktionsabfall gewertet wurde. Die Ausgrabungen setzten sich 2001 sowie in den Folgejahren bis 2005 fort. Dabei wurden die Reste von einem Hauptofen zum Schmelzen des Glases sowie fünf Nebenöfen, ein Kühlofen und die steinerne Arbeitsplattform für die Glasmacher freigelegt. An Resten der Werkhalle fanden sich Fundamente der Außenmauern, die aus unbehauenen Kalksteinen bestanden und auf ein mindestens 14 Meter langes Gebäude deuteten. Als Aufbau ist eine Fachwerkkonstruktion in Holz/Lehm-Bauweise anzunehmen. Das Fundmaterial bestand aus Scherben von Keramik und Glas, Fragmente von Flaschen, Flaschensiegel, aus Ton gearbeitete Rahmen und Verschlüsse für die Arbeitsöffnungen der Öfen und Glashäfen.

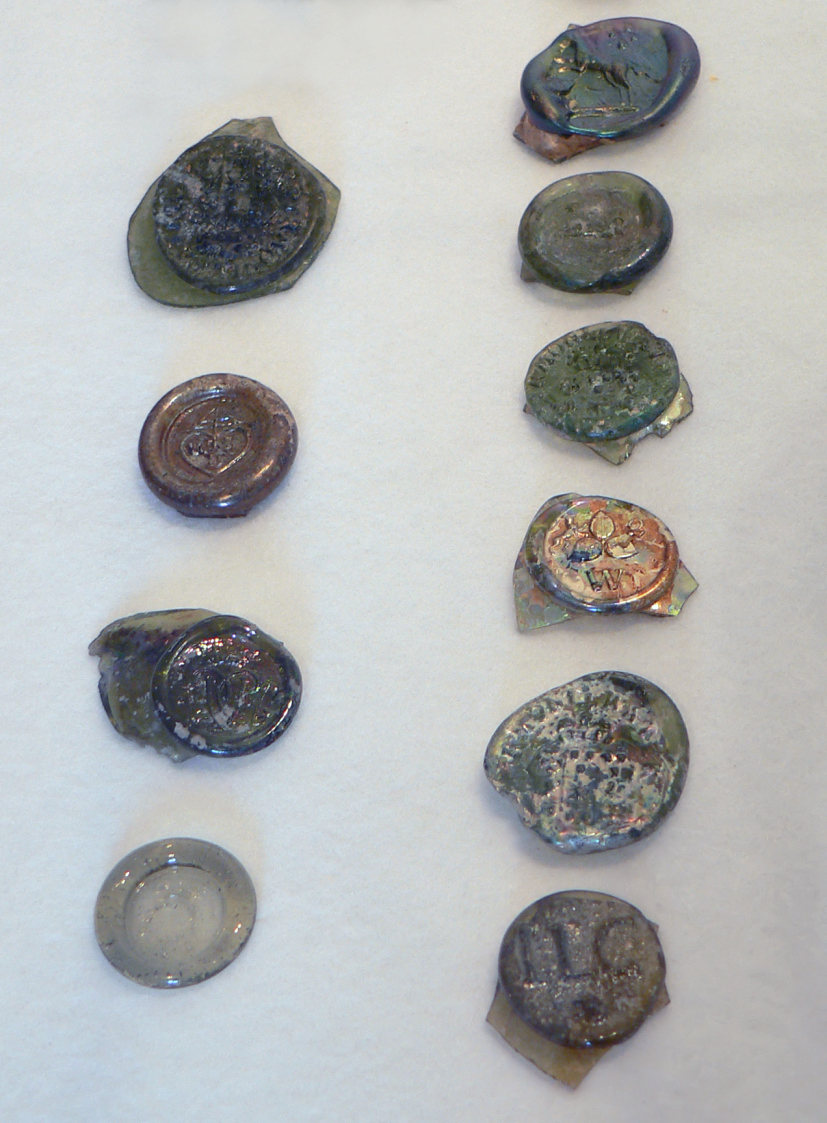
Bei der Grabung gefundene Flaschensiegel im Erich-Mäder-Glasmuseum in Grünenplan

Im Ergebnis war die in Holzen eingesetzte Ofentechnologie weiterentwickelt gegenüber den Techniken der bis dahin üblichen Waldglashütten. Dennoch waren die Glasmacher noch der Tradition der Waldglashütten verhaftet. Bei den Grabungen wurden gebrannte Ziegelsteine nachgewiesen, die in Waldglashütten nicht vorkommen.
Nach den Ausgrabungen wurden die ausgegrabenen Reste zum Witterungsschutz überdacht und zur Besichtigung freigegeben. Außerdem wurde eine Informationstafel aufgestellt. Etliche Fundstücke der Ausgrabung werden im Erich-Mäder-Glasmuseum in Grünenplan gezeigt.